# Prodan Gardzhev
Prodan Gardzhev (Burgas, Bulgaria, 8 de abril de 1936-5 de julio de 2003) fue un deportista búlgaro especialista en lucha libre olímpica donde llegó a ser campeón olímpico en Tokio 1964.

## Carrera deportiva

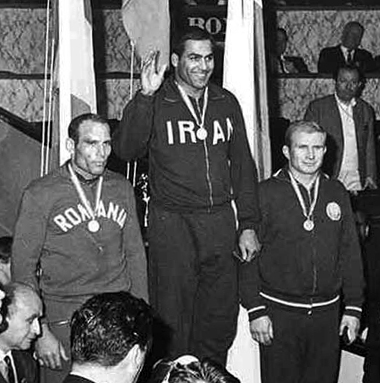
Prodan Gardzhev (derecha), 1965

En los Juegos Olímpicos de 1964 celebrados en Tokio ganó la medalla de oro en lucha libre olímpica estilo peso medio, por delante del luchador turco Hasan Güngör (plata) y del estadounidense Daniel Brand (bronce). Cuatro años más tarde, en las Olimpiadas de México 1968 ganó el bronce en la misma modalidad.